# Lagumot Harris
Lagumot Gagiemem Nimidere Harris (né en 1938 à Nauru et mort le 8 septembre 1999 à Melbourne) est un pasteur, un homme d'État et un président de la République de Nauru.

## Biographie
Lagumot Harris nait à Nauru en 1938. Il épouse une femme dont il a dix enfants et est pasteur de la Nauru Congregational Church avant de fonder l'Église indépendante à Boe en 1976.
Il accède par deux fois à la présidence de Nauru : la première fois pour seulement un mois (du 19 avril au 15 mai 1978) et la seconde fois du 22 novembre 1995 au 11 novembre 1996. Il est alors un président respecté par la population grâce à sa non implication dans les affaires financières et immobilières. En novembre 1996, il est écarté du pouvoir après la réduction de la flotte de la compagnie aérienne Air Nauru à la suite d'une crise financière.
Il meurt à Melbourne (Australie) le 8 septembre 1999 alors qu'il est président de la Nauru Rehabilitation Corporation.